# Шелангер (селище)
Шеланге́р (рос. Шелангер, марій. Шолэҥер) — селище у складі Звениговського району Марій Ел, Росія. Адміністративний центр Шелангерського сільського поселення.

## Населення
Населення — 2293 особи (2010; 2266 у 2002).
Національний склад (станом на 2002 рік):
- марі — 59 %